# Lietuvos dujos
Lietuvos dujos (Летуво́с ду́ёс — досл. рус. Литовский газ) — литовская компания, занимавшаяся импортом, распределением и конечной продажей газа на территории Литвы. 31 декабря 2015 года упразднена в результате слияния с компанией «LESTO» в компанию «ESO».

## Собственники и руководство
Основная часть акций компании принадлежала литовской энергетической компании Lietuvos energija.

## Деятельность
Управляла газопроводами общей протяжённостью более 1600 километров. Компания также занималась транспортировкой природного газа на территорию Калининградской области России.
В 2013 году оборот компании составил 1,54 млрд литов, чистая прибыль — 63 млн литов.